# UniConvertor
UniConverter est un logiciel libre de conversion de formats de fichiers de dessin vectoriel sous licence GNU GPL. ses auteurs, développent également sK1, un fork de Skencil.

## Formats importés
- CorelDraw ver.7-X3,X4 (CDR/CDT/CCX/CDRX/CMX)
- Adobe Illustrator jusqu'en version 9 (basé sur AI postscript)
- Postscript (PS)
- Encapsulated PostScript (EPS)
- Computer Graphics Metafile (CGM)
- Windows Metafile (WMF)
- Xfig
- Scalable Vector Graphics (SVG)
- Skencil/Sketch/sK1 (SK and SK1)
- Acorn Draw (AFF)

## Formats exportés
- Postscript based Adobe Illustrator 5.0 format (AI)
- Scalable Vector Graphics (SVG)
- Sketch/Skencil format (SK)
- sK1 format SK1)
- Computer Graphics Metafile (CGM)
- Windows Metafile (WMF)
- Portable Document Format (PDF)
- PostScript (PS)